# Liste des sites paléolithiques de la Charente
La liste des sites paléolithiques de la Charente comporte de nombreuses grottes et de nombreux abris situés le long de la Charente et de ses affluents dans le département de la Charente. Certains sont inscrits ou classés monuments historiques, d'autres ne le sont pas. Certains à parois ornées ou ayant livré des restes humains et une industrie remarquable sont connus internationalement, d'autres sont oubliés et à l'abandon.

## Sites suivant leur localisation

### Vallée de la Charente
- Complexe de Châteauneuf-sur-Charente
  - Abri de la Font-qui-Pisse
  - Abri de Fontaury
  - Abri de la Pelleterie
  - Abri de Haute-Roche et Grotte-à-Melon
- Grotte de La Trache à Châteaubernard

### Vallée de laTardoireet duBandiat
- Aven de Marillac à Marillac-le-Franc
- Grotte de Fontéchevade à Montbron
- Grotte de Montgaudier à Montbron
- Complexe de Vilhonneur
  - La Cave
  - Abri du Bois-du-Roc
  - Abri du Chasseur
  - Abri André Ragout
  - Abri des Fades
  - Grotte du Placard
  - Grotte du Visage
  - Grotte de l'Ammonite
- Grotte des Moradies à Marthon
- Grotte de la Chaise à Vouthon
- Grottes du Quéroy à Chazelles
- Grotte des Perrats à Agris

### Vallée de la Bonnieure
- Grotte d'Artenac à Saint-Mary.
- Grotte des Renardières aux Pins
- Grotte de Rochelot

### Vallée duVoultron
- La Quina à Gardes-le-Pontaroux
- La Malsaisie à Gardes-le-Pontaroux

### Vallée de la Nizonne
- Grotte des Ménieux à Édon
- Abri de Fontfroide
- Abri de la face des Fieux
- Petite grotte de Ménieux et abris de la Papeterie
- Grotte de la Gélie

### Vallée de l'Échelle
- Roc-de-Sers à Sers
- Vallée de Bellevaud

### Vallée du Charreau
- Le Pont-Neuf à La Couronne
- La Combe-à-Rolland

### Vallée des Eaux-Claires
- Petit Puymoyen
- Grotte Simard
- Grotte Castaigne

### Vallée de laBoëme
- La Chaire-à-Calvin
- l'abri des Rois de Mouthiers-sur-Boëme
- les gisements préhistoriques des Vachons à Voulgézac

### Vallée de l'Antenne
- Grotte Marcel Clouet

### Sites en plateau
- Site de Chillac et site de Brossac près de Barbezieux-Saint-Hilaire
- Sablière des Planes à Saint-Yrieix-sur-Charente
- Gravières de la région de Châteauneuf-sur-Charente

## Sites suivant la chronologie
| Paléolithique                 | Période (années)                  | Nom du site                                                                                     |
| ----------------------------- | --------------------------------- | ----------------------------------------------------------------------------------------------- |
| supérieur                     | Magdalénien (-17 000/-10 000)     | • La Chaire-à-Calvin • Grotte de Montgaudier                                                    |
| supérieur                     | Solutréen (-22 000/-17 000)       | • Roc de Sers                                                                                   |
| supérieur                     | Gravettien (-29 000/-22 000)      | • Grotte du Placard à Vilhonneur (grotte ornée) • Grotte du Visage (grotte ornée) • Les Vachons |
| supérieur                     | Aurignacien (-32 000/-29 000)     | • La Quina • Roc de Sers • Les Vachons                                                          |
| supérieur                     | Châtelperronien (-38 000/-32 000) | • Abri du Bois-du-Roc                                                                           |
| moyen                         |                                   |                                                                                                 |
| Moustérien (-300 000/-38 000) | • La Quina • Grotte de la Chaise  |                                                                                                 |
| inférieur                     | Acheuléen (-600 000/-300 000)     | • Grotte de Fontéchevade • Grotte de Montgaudier                                                |

### Source et bibliographie
- André Debénath, Les temps glaciaires dans le bassin de la Charente, CroitVif, 2006,  (ISBN 2-916104-00-3)